# مجمع الفائدة و البرهان فی شرح ارشاد الاذهان
کتاب مجمع الفائده و البرهان فی شرح ارشاد الاذهان کتابی از احمد بن محمد اردبيلى است.

## تصحیح
تصحیح این کتاب در سال ۱۳۶۲ منتشر و در مراسم کتاب سال جمهوری اسلامی ایران به‌عنوان کتاب برگزیده معرفی شد.